# Historia de Serbia y Montenegro
En los siglos VI y VII, las tribus eslavas de la cuenca entre los ríos Oder y Vístula migraron hacia el sur y se establecieron en la vertiente meridional de los Cárpatos, estos pueblos eran el origen de los croatas y serbios que entonces constituían una sola nacionalidad aunque sin un estado único. En el s VII, ante los ataques de los ávaros el Imperio bizantino pactó alianzas con estos pueblos eslavos que así se establecieron en la región dinárica de la Península de los Balcanes, región que hasta entonces formalmente era parte del dicho Imperio bizantino.

Sin embargo ante la progresiva debilidad de Bizancio los serbocroatas cesaron prontamente de prestar cualquier clase de vasallaje al Imperio Bizantino, más cuando el conjunto establecido al oeste del río Drin aceptó la primacía de la Iglesia romana y, en su momento, la hegemonía del Imperio carolingio, así surgió netamente el conjunto croata. Los serbios por su parte adhirieron al cristianismo bizantino, pero esto no fue óbice para que, siguiendo el ejemplo croata, se mantuvieran independientes del Imperio Bizantino.
De este modo los serbios lucharon contra los bizantinos y finalmente aseguraron su independencia. El mejor gobernador serbio (zar) fue Stefan Dusan. Redactó los códigos de leyes serbias y abrió nuevos mercados comerciales. Serbia floreció, representando una de las naciones y culturas más desarrolladas en Europa.
El trono finalmente pasó a Lazar Hrebeljanović. Lazar fue confrontado por un emisario turco que llevaba una declaración de guerra. Lazar marchó con su ejército por el campo de Kosovo o "Campo de los Mirlos" (1389), que terminó en un sangriento combate. Hizo retroceder a los invasores, pero cayó con todo su ejército. Belgrado cayó finalmente en poder de los otomanos el 7 de julio de 1521.
Ante la invasión otomana gran parte de los serbios buscó refugio en la región montañosa meridional que se mantuvo de hecho independiente, este fue el origen del estado de Montenegro con capital en la pequeña ciudad de Cetiña, aunque Montenegro recién obtuvo reconocimiento internacional a fines del siglo XIX.
Tras cuatro siglos de dominio otomano, los serbios se sublevaron en el Primer Alzamiento Serbio (serbio: Први српски устанак). El líder del alzamiento fue Đorđe Petrović, más conocido por su apodo Karađorđe (en turco "Đorđe Negro"). La revuelta se inició en febrero de 1804 y terminó en 1813, después de que un poderoso ejército turco invadiera el territorio; los turcos eran el triple de la fuerza de los sublevados.
Serbia logró la independencia en 1878. Se convirtió en reino en 1882, y obtuvo una Constitución democrática y avanzada en 1888.
En 1912 tras una guerra con la vecina Bulgaria, Serbia ocupó la mayor parte de la Macedonia Eslava (esto es: el territorio que luego sería Macedonia del Norte).
Los irredentistas serbios al chocar con la expansión del Imperio austrohúngaro en Bosnia-Herzegovina fueron el pretexto para el inicio de la Primera Guerra Mundial, al asesinar el joven Gavrilo Princip al archiduque Francisco Fernando heredero del trono de Austria-Hungría y a su esposa Sofía Chotek en Sarajevo, en el atentado de Sarajevo. Ante tal atentado el gobierno austrohúngaro realizó exigencias humillantes al estado serbio, al ser estas rechazadas las tropas austrohúngaras (auspiciadas por Alemania) invadieron Serbia y luego Montenegro en 1914.
Al concluir la Primera Guerra Mundial el territorio dinárico se encontraba devastado, aunque el estado serbio salió fortalecido creándose el Reino de los Serbios, Croatas y Eslovenos, que incluía a Serbia (ampliada con Voivodina y Bosnia Herzegovina), Montenegro, Croacia, Eslovenia y el Kosovo. Prontamente tal estado, pasó a llamarse Yugoeslavia o Yugoslavia (es decir: Eslavia -del- Sur o Sureslavia).
En los años noventa, Serbia participó en una guerra contra Croacia y Bosnia Herzegovina. Aunque nunca se declaró oficialmente la guerra, Serbia bajo el poder de Slobodan Milošević ayudó a esos países con suministros.
En junio de 1999 la OTAN y otras tropas entraron a la provincia durante la guerra de Kosovo. Antes de la entrega del poder, unos 300.000 serbios y otros no albaneses sufrieron una "limpieza étnica" por parte de las tropas serbias. El 17 de marzo de 2004, el desorden en Kosovo ocasionó varias muertes, mientras los albaneses se enfrentaban con los serbios.
En 2002, con la ayuda de la Unión Europea, Serbia y Montenegro acordaron renombrarse República Federal de Yugoslavia y redefinir las relaciones entre ellos. Con un parlamento y un ejército en común, y durante tres años (hasta 2005), ni Serbia ni Montenegro sostendrían un referéndum sobre la disolución de la unión. El alto representante de la Política de Seguridad y Común Extranjera de la UE, Javier Solana dijo estar contento con el acuerdo, porque había cesado el proceso de desintegración en la ex zona yugoslava. Empeoró en el año 2006 se reactivó la cuestión y en un referéndum cuyos datos fueron anunciados a la prensa el 21 de mayo de ese año la mayoría de la población montenegrina (un 55,5%) votó por la separación total respecto a Serbia y la reaparición de un Montenegro independiente, la secesión fue hecha efectiva el 3 de junio de 2006.
- Datos: Q5899276